# Minamidaitō
Minamidaitō (南大東島?, Minamidaitō-jima, lett. "isola Daitō meridionale") è una delle tre isole facenti parte dell'arcipelago giapponese delle isole Daitō. È la più ampia delle tre e ospita nel suo territorio il villaggio di Minamidaitō.
L'isola originariamente si chiamava isola Borodino meridionale, in onore del russo Borodino che le scoprì nel 1820.